# Bazaiges
Bazaiges ist eine französische Gemeinde mit 213 Einwohnern (Stand: 1. Januar 2022) im Département Indre in der Region Centre-Val de Loire; sie gehört zum Arrondissement Châteauroux (bis 2017: Arrondissement La Châtre) und zum Kanton Argenton-sur-Creuse. Die Einwohner werden Bazaigeois genannt.

## Geographie
Die Gemeinde Bazaiges liegt etwa 39 Kilometer südsüdwestlich von Châteauroux. Im Südwesten markiert der Fluss Abloux die Gemeindegrenze. Nachbargemeinden von Bazaiges sind Celon im Norden, Ceaulmont im Nordosten, Baraize im Osten, Éguzon-Chantôme im Südosten und Süden, Parnac im Südwesten sowie Vigoux im Westen.

## Bevölkerungsentwicklung
| Jahr                       | 1962 | 1968 | 1975 | 1982 | 1990 | 1999 | 2006 | 2013 | 2020 |
| Einwohner                  | 426  | 382  | 334  | 306  | 244  | 230  | 232  | 217  | 198  |
| Quellen: Cassini und INSEE |      |      |      |      |      |      |      |      |      |

## Sehenswürdigkeiten
- Kirche Saint-Aignan
- Wasserturm